# Jemerson
Jemerson de Jesus Nascimento, dit Jemerson, né le 24 août 1992 à Jeremoabo au Brésil, est un footballeur international brésilien évoluant au poste de défenseur au Grêmio  Porto Alegre.

## Carrière de footballeur

### Débuts au Brésil
Né à Jeremoabo, Jemerson commence sa carrière en tant que simple joueur amateur jusqu'en 2009, avant de signer avec le club brésilien de Confiança. La saison suivante, il rejoint les équipes de jeune de l'Atlético Mineiro, après avoir raté des essais à Palmeiras, Santos ou encore Vasco da Gama. Il réalise ses débuts en équipe senior en 2012, en étant prêté à Democrata, où il joue un total de 12 matchs. Il retourne ensuite à l'Atlético Mineiro en étant définitivement promu dans l'équipe première en décembre. Il fait ses débuts professionnels avec le Galo en Serie A brésilienne le 7 juillet 2013 contre le club de Criciúma. Il marque son premier but le 1er mars 2014. Durant cette année 2014, il profite de la blessure à la cheville de Réver pour s'installer en défense aux côtés de Leonardo Silva. Le 14 octobre 2015, il joue son 100e match avec son club au Stade de l'Indépendance. Après une bonne saison en championnat, il est nommé pour le Prêmio Craque do Brasileirão qui récompense entre autres les meilleurs joueurs du championnat. Jemerson est appelé pour la première fois avec le Brésil A en novembre 2015 pour un match des éliminatoires de la Coupe du Monde 2018 contre le Pérou pour remplacer David Luiz. Il reste sur le banc lors de la victoire 3-0 de son équipe.

### Aventure européenne à Monaco
Après avoir été supervisé par quatre recruteurs de l'Association sportive de Monaco football club, Jemerson rejoint le club de Ligue 1 le 31 janvier 2016, en signant un contrat de quatre ans et demi, pour un montant de 11 millions d'euros. À la suite des suspensions et blessures de ses coéquipiers en défenses, Jemerson fait ses débuts avec le club de la principauté face à Sochaux, le 9 février. Il ne participe qu'à seulement quatre matchs de Ligue 1 pour sa première saison à Monaco, le temps de s'adapter au jeu européen. Il commence la saison 2016-2017 en tant que titulaire en défense centrale aux côtés du Polonais Kamil Glik.

### Retour au pays
Le 6 novembre 2020, l'Association sportive de Monaco football club annonce son transfert aux Corinthians, marquant son retour au Brésil après près de cinq années passées en Europe.

### Transfert au FC Metz
En manque de temps de jeu, il s'engage libre de tout contrat avec le FC Metz en octobre 2021. Il est lié avec le club lorrain jusqu'en juin 2022. Faisant ses débuts contre Rennes, il est ensuite titularisé contre Lens puis contre Saint-Etienne en championnat. Il quitte finalement le club le 29 avril 2022 d'un commun accord, pour « raisons personnelles ». Il aura disputé 16 matches avec le club lorrain.

## Style de jeu
Doté d'un physique relativement imposant, puisqu'il pèse 77 kg pour 1,84 m, Jemerson est réputé pour être un défenseur rugueux. Il reçoit ainsi le surnom de Blackenbauer, en référence au défenseur allemand Franz Beckenbauer, lorsqu'il évolue au Brésil,. Outre ses qualités défensives, Jemerson est également à l'aise balle au pied et n'hésite pas à se projeter offensivement. Adroit de la tête, le défenseur brésilien tire notamment son épingle du jeu sur corner.

## Statistiques

### En club
| Saison                | Club                  | Championnat           | Championnat | Championnat | Coupe nationale | Coupe nationale | Coupe de la Ligue | Coupe de la Ligue | Supercoupe | Supercoupe | Compétition(s) continentale(s) | Compétition(s) continentale(s) | Compétition(s) continentale(s) | Supercoupe continentale | Supercoupe continentale | Ligue régionale | Ligue régionale | Total | Total |
| Saison                | Club                  | Division              | M.          | B.          | M.              | B.              | M.                | B.                | M.         | B.         | Comp.                          | M.                             | B.                             | M.                      | B.                      | M.              | B.              | M.    | B.    |
| 2013                  | Atlético Mineiro      | Série A               | 5           | 0           | -               | -               | -                 | -                 | -          | -          | CL                             | -                              | -                              | -                       | -                       | -               | -               | 5     | 0     |
| 2014                  | Atlético Mineiro      | Série A               | 22          | 0           | 8               | 1               | -                 | -                 | -          | -          | CL                             | -                              | -                              | 1                       | 0                       | 5               | 1               | 36    | 2     |
| 2015                  | Atlético Mineiro      | Série A               | 35          | 4           | 2               | 0               | -                 | -                 | -          | -          | CL                             | 8                              | 0                              | -                       | -                       | 14              | 2               | 59    | 6     |
| Sous-total            | Sous-total            | Sous-total            | 62          | 4           | 10              | 1               | -                 | -                 | -          | -          | -                              | 8                              | 0                              | 1                       | 0                       | 19              | 3               | 100   | 8     |
| 2015-2016             | AS Monaco             | Ligue 1               | 4           | 0           | 1               | 0               | -                 | -                 | -          | -          | -                              | -                              | -                              | -                       | -                       | -               | -               | 5     | 0     |
| 2016-2017             | AS Monaco             | Ligue 1               | 34          | 2           | 2               | 0               | 3                 | 0                 | -          | -          | C1                             | 15                             | 0                              | -                       | -                       | -               | -               | 54    | 2     |
| 2017-2018             | AS Monaco             | Ligue 1               | 33          | 2           | 1               | 0               | 3                 | 0                 | 1          | 0          | C1                             | 6                              | 0                              | -                       | -                       | -               | -               | 44    | 2     |
| 2018-2019             | AS Monaco             | Ligue 1               | 25          | 0           | 2               | 0               | 2                 | 0                 | 1          | 0          | C1                             | 5                              | 0                              | -                       | -                       | -               | -               | 35    | 0     |
| 2019-2020             | AS Monaco             | Ligue 1               | 13          | 0           | 1               | 0               | 1                 | 0                 | -          | -          | -                              | -                              | -                              | -                       | -                       | -               | -               | 15    | 0     |
| Sous-total            | Sous-total            | Sous-total            | 109         | 4           | 7               | 0               | 9                 | 0                 | 2          | 0          | -                              | 26                             | 0                              | -                       | -                       | -               | -               | 153   | 4     |
| 2020                  | Corinthians           | Série A               | 7           | 0           | -               | -               | -                 | -                 | -          | -          | -                              | -                              | -                              | -                       | -                       | -               | -               | 7     | 0     |
| 2021                  | Corinthians           | Série A               | -           | -           | 2               | 1               | -                 | -                 | -          | -          | CS                             | 1                              | 0                              | -                       | -                       | 11              | 2               | 14    | 3     |
| Sous-total            | Sous-total            | Sous-total            | 7           | 0           | 2               | 1               | -                 | -                 | -          | -          | -                              | 1                              | 0                              | -                       | -                       | 11              | 2               | 21    | 3     |
| 2021-2022             | FC Metz               | Ligue 1               | 15          | 0           | 1               | 0               | -                 | -                 | -          | -          | -                              | -                              | -                              | -                       | -                       | -               | -               | 16    | 0     |
| 2022                  | Atlético Mineiro      | Série A               | 12          | 0           | -               | -               | -                 | -                 | -          | -          | -                              | -                              | -                              | -                       | -                       | -               | -               | 12    | 0     |
| 2023                  | Atlético Mineiro      | Série A               | 32          | 0           | 3               | 0               | -                 | -                 | -          | -          | CL                             | 11                             | 0                              | -                       | -                       | 8               | 0               | 54    | 0     |
| 2024                  | Atlético Mineiro      | Série A               | 3           | 0           | -               | -               | -                 | -                 | -          | -          | CL                             | 4                              | 0                              | -                       | -                       | 11              | 0               | 18    | 0     |
| Sous-total            | Sous-total            | Sous-total            | 47          | 0           | 3               | 0               | -                 | -                 | -          | -          | -                              | 15                             | 0                              | -                       | -                       | 19              | 0               | 84    | 0     |
| 2024                  | Grêmio Porto Alegre   | Série A               | 13          | 1           | 2               | 0               | -                 | -                 | -          | -          | CL                             | 2                              | 0                              | -                       | -                       | -               | -               | 17    | 1     |
| 2025                  | Grêmio Porto Alegre   | Série A               | 9           | 1           | 3               | 0               | -                 | -                 | -          | -          | CS                             | 5                              | 0                              | -                       | -                       | 9               | 0               | 26    | 1     |
| Sous-total            | Sous-total            | Sous-total            | 22          | 2           | 5               | 0               | -                 | -                 | -          | -          | -                              | 7                              | 0                              | -                       | -                       | 9               | 0               | 43    | 2     |
| Total sur la carrière | Total sur la carrière | Total sur la carrière | 262         | 10          | 28              | 2               | 9                 | 0                 | 2          | 0          | -                              | 57                             | 0                              | 1                       | 0                       | 58              | 5               | 417   | 17    |

### En sélection
| Sélection | Année | Statistiques | Statistiques |
| Sélection | Année | Matchs       | Buts         |
| --------- | ----- | ------------ | ------------ |
| Brésil A  | 2017  | 2            | 0            |
| Brésil A  | Total | 2            | 0            |

Mis à jour le 10 novembre 2017

#### Matches internationaux
| Matches internationaux de Jemerson | Matches internationaux de Jemerson | Matches internationaux de Jemerson             | Matches internationaux de Jemerson | Matches internationaux de Jemerson | Matches internationaux de Jemerson | Matches internationaux de Jemerson                              |
|                                    | Date                               | Lieu                                           | Adversaire                         | Résultat                           | Compétition                        | Notes                                                           |
| ---------------------------------- | ---------------------------------- | ---------------------------------------------- | ---------------------------------- | ---------------------------------- | ---------------------------------- | --------------------------------------------------------------- |
| 1.                                 | 13 juin 2017                       | Melbourne Cricket Ground, Melbourne, Australie | Australie                          | 0 - 4                              | Match amical                       | Entre en jeu à la place de Thiago Silva à la 78e minute de jeu. |
| 2.                                 | 10 novembre 2017                   | Stade Pierre-Mauroy, Villeneuve-d'Ascq, France | Japon                              | 3 - 1                              | Match amical                       | Titulaire                                                       |

## Palmarès

### En club
- Atlético Mineiro
  - Coupe du Brésil
    - Vainqueur : 2014.

  - Championnat du Brésil
    - Vice-champion : 2015.

  - Championnat du Minas Gerais
    - Champion : 2015, 2023 et 2024.
    - Finaliste : 2014

  - Recopa Sudamericana
    - Vainqueur : 2014.
- AS Monaco
  - Ligue 1
    - Champion : 2017.
    - Vice-champion : 2018.

  - Coupe de la Ligue
    - Finaliste : 2017 et 2018.

  - Trophée des champions
    - Finaliste : 2017 et 2018.